# Charles Towneley Strachey, 4th Baron O'Hagan
Charles Towneley Strachey, 4th Baron O'Hagan a fost un om politic britanic, membru al Parlamentului European în perioadele 1973-1979, 1979-1984, 1984-1989 și 1989-1994 din partea Regatului Unit.